# Cuisine équatorienne
La cuisine équatorienne se compose essentiellement de pommes de terre, bananes, racine de yuca (manioc), riz, lentilles, poulet, porc, bœuf, poisson, etc.. Chaque région d'Équateur possède malgré tout ses spécialités culinaires, avec des différences notables entre diverses villes.
La nourriture équatorienne est également connue, dans le pays, sous le nom de comida criolla ou comida típica.

## Caractéristiques
Au fil du temps, la gastronomie nationale a produit les plats les plus représentatifs de chaque région, avec leurs modes de préparation respectifs. L'offre va de la fritada classique, des aliments emballés tels que les tamales, les humas et les quimbolitos aux ceviches et à une large sélection de desserts qui représentent l'identité culinaire de chaque province. L'exotique région amazonienne a également été incluse, avec des recettes curieuses telles que la chicha de chontaduro, le manioc et le shinchicara.
La gastronomie équatorienne est représentée à l'étranger davantage par ses ingrédients que par ses plats traditionnels. Les produits de la mer tels que les crevettes, les gambas et le cacao figurent en bonne place dans les présentations des festivals et foires internationaux, les chefs faisant la promotion de la cuisine nationale. Les soupes et les bouillons sont consommés dans la plupart des foyers en Équateur, qui est appelé le pays des soupes en raison de leur variété et de leur qualité, les soupes les plus couramment préparées sur la côte sont les suivantes : encebollado, caldo de bolas de verde, viche, sancocho de carne ou sa variante de poisson, caldo de torrejas, raspado de verde, crema de lentejas, caldillo de huevos, chupe de pescado, sopa de verduras, consomé de pollo, extrait de viande et bouillon de tête de poisson, caldo de gallina, caldo de pata et caldo de salchicha. Dans les hauts plateaux, le locro de pommes de terre est très connu au niveau national, ainsi que le riz d'orge, la soupe de quinoa, le chili de cochon d'Inde, le chupy et le yaguarlocro, les crèmes sont très populaires dans l'alimentation, comme la crème de citrouille.
Le déjeuner équatorien se compose d'une soupe, d'un plat principal (plato fuerte) ou (segundo) et d'un jus de fruits naturel.

## Ingrédients

### Fruits de mer
L'Équateur possède un long littoral, ce qui signifie que les fruits de mer sont fournis en abondance non seulement aux régions voisines mais aussi aux grandes villes de l'intérieur du pays. Ce contact avec la mer fait que la cuisine équatorienne est riche en recettes de poissons et de fruits de mer. Parmi les fruits de mer, qui selon les régions sont populaires : les poissons (poisson-chat, thon, mulet, mérou, sardine, bar, vivaneau, etc.), les crevettes, le conque, le calmar, le crabe, le homard, les huîtres, le poulpe, entre autres. Les crevettes équatoriennes sont réputées dans le monde entier pour leur génétique et leur taille, raison pour laquelle elles sont exportées vers plus de 50 destinations. Le poisson habituellement consommé sur la côte équatorienne provient des eaux de l'océan Pacifique ou des innombrables rivières navigables de la région. Des plats tels que encebollado, encocado, ceviche, bollo, fanesca, sancocho de pescado, etc. peuvent être préparés,.

### Plantain
L'Équateur est un important exportateur de bananes plantains, c'est pourquoi elles représentent un élément important de la gastronomie, notamment sur la côte équatorienne. Il existe trois grandes variétés de plantain, les trois plus importantes étant : le plantain vert, le plantain mûr et la banane. Le plantain vert est généralement consommé frit, sous forme de chifles, patacones ou bouilli, il est préparé salé et a une consistance dure. Parmi les innombrables préparations à base de cet ingrédient, se distingue le tigrillo, un plat déclaré patrimoine culturel immatériel de l'Équateur en 2020, dont la recette originale certifiée est à base de plantain vert, d'œufs, de fromage et d'oignon et qui est accompagné de café noir Zarumeño, l'un des plus réputés au monde. Le plantain mûr se consomme généralement frit ou bouilli de la même manière, il a un goût plus sucré et une consistance plus molle, et la banane est généralement consommée crue comme n'importe quel autre fruit, bien qu'il existe également une variété de boissons et de desserts préparés à partir de ce fruit.

### Maïs
Le maïs constitue la base d'une grande partie de l'alimentation équatorienne et est l'une des céréales les plus cultivées dans le pays. Des dizaines d'espèces différentes de maïs sont cultivées ; à leur tour, chacune de ces espèces de maïs possède différentes variétés. Il est utilisé dans les recettes de soupes, de plats principaux, de salades, de boissons et de desserts,. Certaines de ces variétés sont le choclo ou maïs blanc, le mote, le chulpi, le morocho, chacune ayant des propriétés différentes en termes de texture et de saveur.

### Légumes et légumineuses
Les légumes sont présents sous différentes formes, plantain vert ou mûr, yucca, ou encore cacahuètes grillées et moulues. Le maïs est généralement consommé dans les tortillas de maïs très populaires connues sous le nom de bonitísimas. On fait cuire le maïs (baby corn) dans de l'eau additionnée de sel, mazamorras[pas clair] et on le mange avec du fromage frais. Il en va de même pour les haricots qui accompagnent nombre de plats. La purée de pommes de terre est utilisée comme base pour des plats tels que les llapingachos, des tortillas de pommes de terre, ou les locros.

### Viande
Les Équatoriens mangent généralement du porc, du bœuf, de l'agneau, du poulet et de la chèvre. Certains plats sont associés à des légumes, comme le seco, un morceau de viande servi avec du riz. Parmi les plats exotiques, citons le cuy (cochon d'Inde), qui est généralement consommé rôti lors de célébrations dans certaines régions du pays. Cependant, après des siècles de colonisation, l'influence espagnole a réussi à éliminer ce rongeur du régime alimentaire et à le remplacer par du bœuf ou du porc. La viande de porc (porc, porcelet) est consommée dans diverses régions du pays, et est utilisée dans la préparation de divers plats, dont certains tels que la fritada, le hornado et le chugchucaras. Il convient de mentionner les bouillons (soupes, sancochos et locros) qui sont généralement préparés avec une variété de légumes et de la viande de poulet, et sont fréquemment servis dans les marchés de rue comme petit déjeuner. Certains d'entre eux sont très populaires, comme le yahuarlocro, une soupe de pommes de terre avec de la viande d'agneau et une sauce spéciale avec du sang d'agneau ou de mouton comme ingrédient spécial.

### Cacao
Le cacao est utilisé comme aliment depuis la préhistoire équatorienne. Les plus anciennes traces de cacao consommé par l'homme dans le monde ont été trouvées en Équateur il y a 5 500 ans, à Zamora Chinchipe, par des chercheurs français et équatoriens. On considère aujourd'hui que le cacao est originaire de l'Équateur et qu'il a ensuite été déplacé vers l'Amérique centrale. En 1913, 64 % des exportations étaient constituées de cacao, faisant de l'Équateur une économie mono-exportatrice, presque totalement dépendante de la production de cacao. Jusqu'au début du XXIe siècle, la quasi-totalité du cacao produit était exportée pour la fabrication des meilleurs chocolats du monde mais, aujourd'hui, une importante industrie du chocolat équatorien a vu le jour, se distinguant dans le monde entier et remportant plus de 300 prix internationaux pour son excellence, sa qualité et son arôme.

### Cacahuètes
La cacahuète fait partie d'une grande variété de plats, son utilisation étant particulièrement frappante à Manabí, mais s'étendant à tout le territoire national. Certains des plats qui utilisent les cacahuètes sont le corviche (avec le plantain vert et le poisson), le caldo de patas dans la Sierra, la sauce aux cacahuètes, l'aji con mani, le sal prieta. « Un autre plat très typique est le viche, une soupe dont l'ingrédient principal est l'arachide, qui est assaisonnée de n'importe quel fruit de mer : homard, guariche ou crabe, crevettes de rivière ou de mer, poissons de différentes espèces, auxquels sont ajoutés d'autres ingrédients typiques de la région. »

## Gastronomie côtière
La gastronomie côtière est très variée, basée sur le poisson, notamment la corvina, la truite et le tilapia. Les bananes sont également un élément important de la cuisine typique (vertes, mûres ou guinéos). Les plats côtiers les plus importants sont : le riz au ragoût et à la viande, encebollado de pescado, ceviche de poisson, bolón, muchines de yuca, patacón, sopa marinera, arroz marinero, arroz guayaco, corviche, bandera, encocado, sancocho de bagre, etc.,.

## Plats

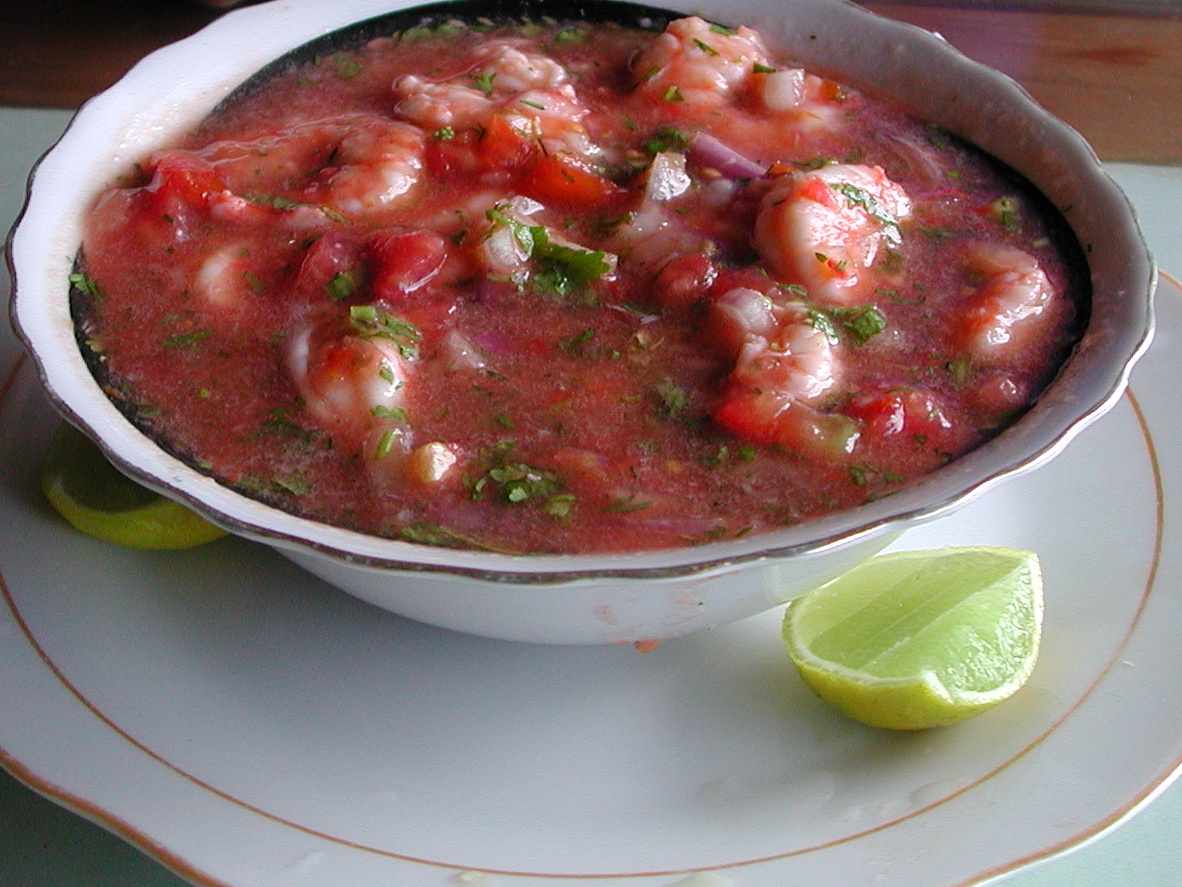
Ceviche.
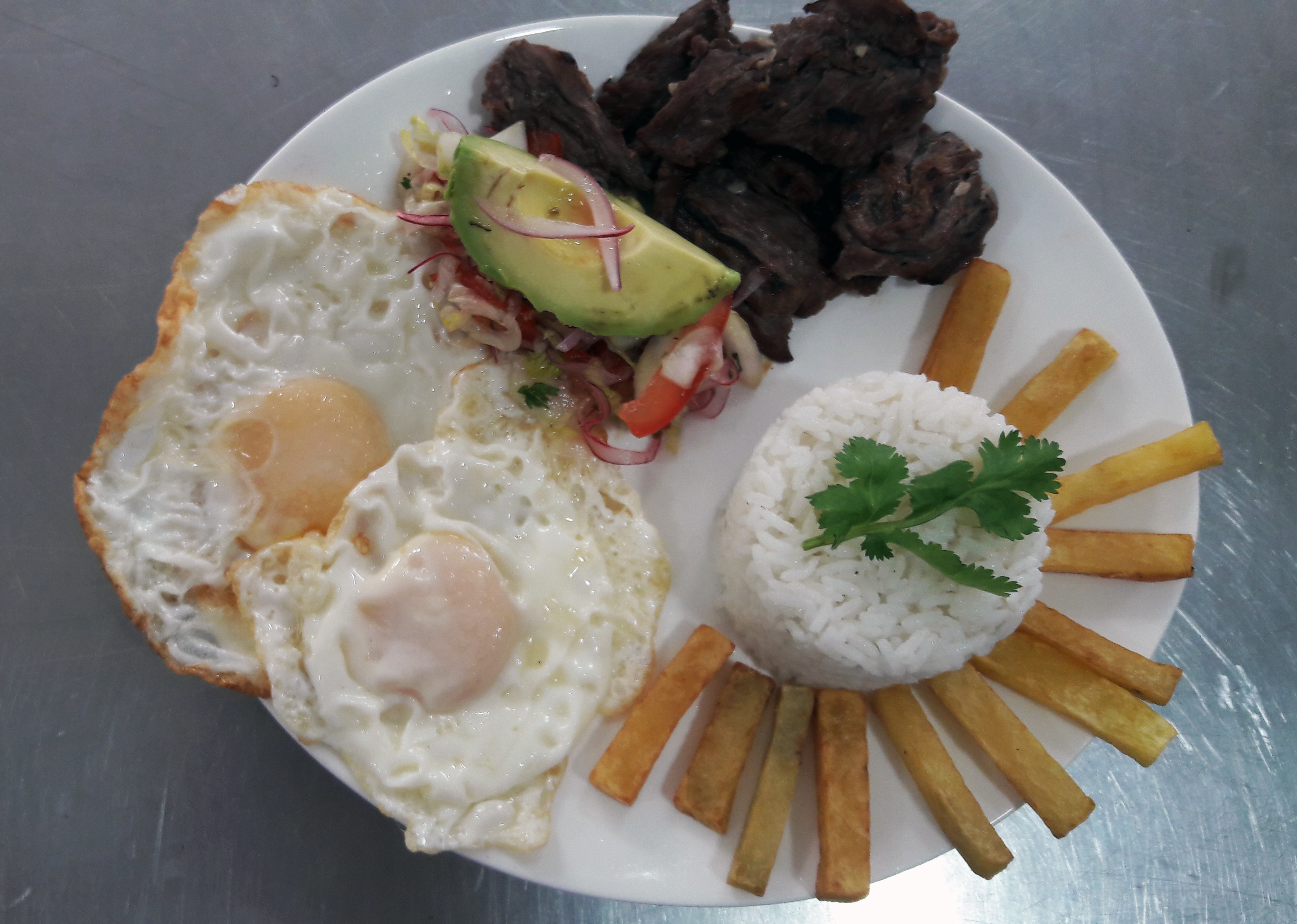
Churrasco.
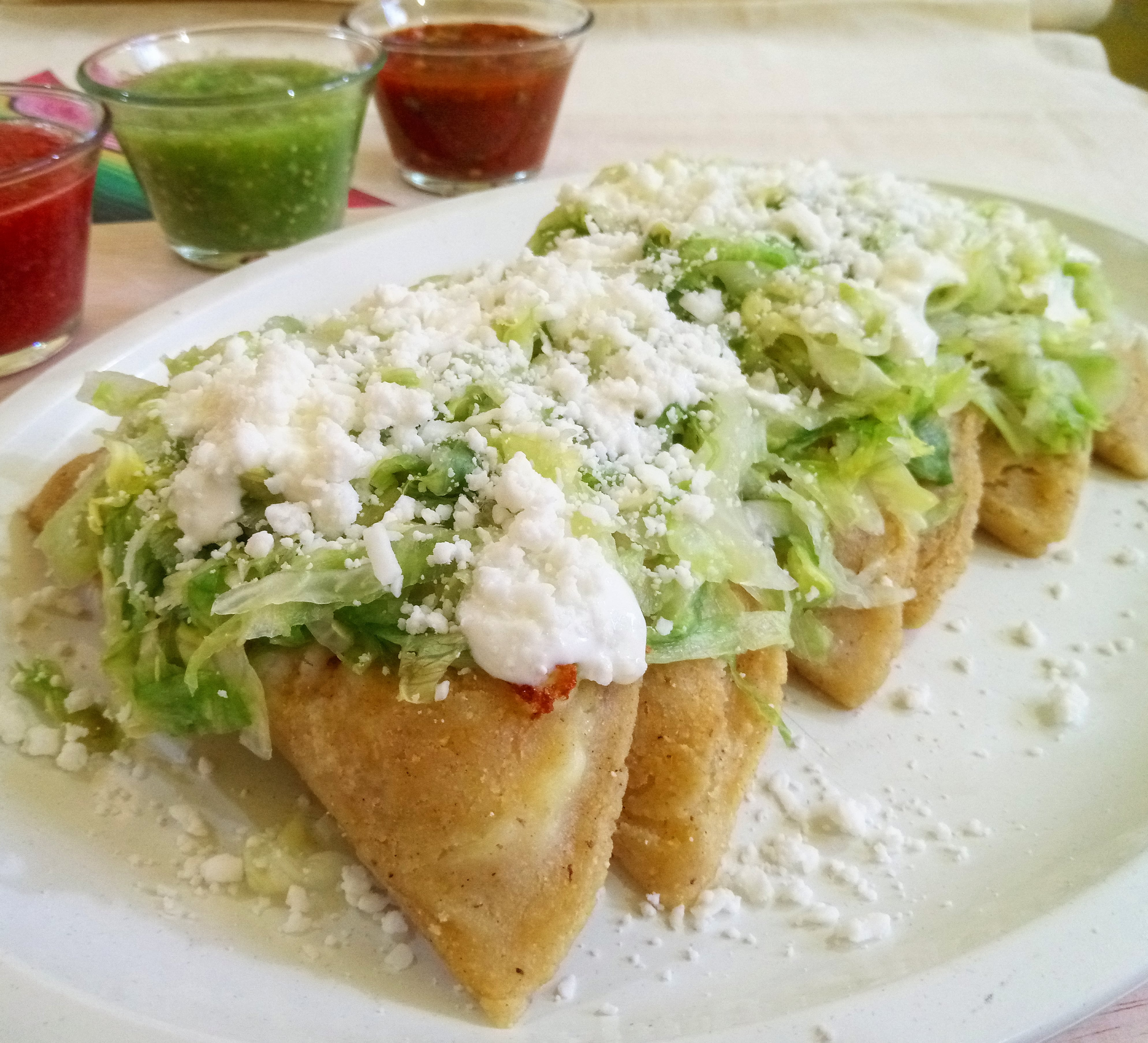
Empanadas de queso.
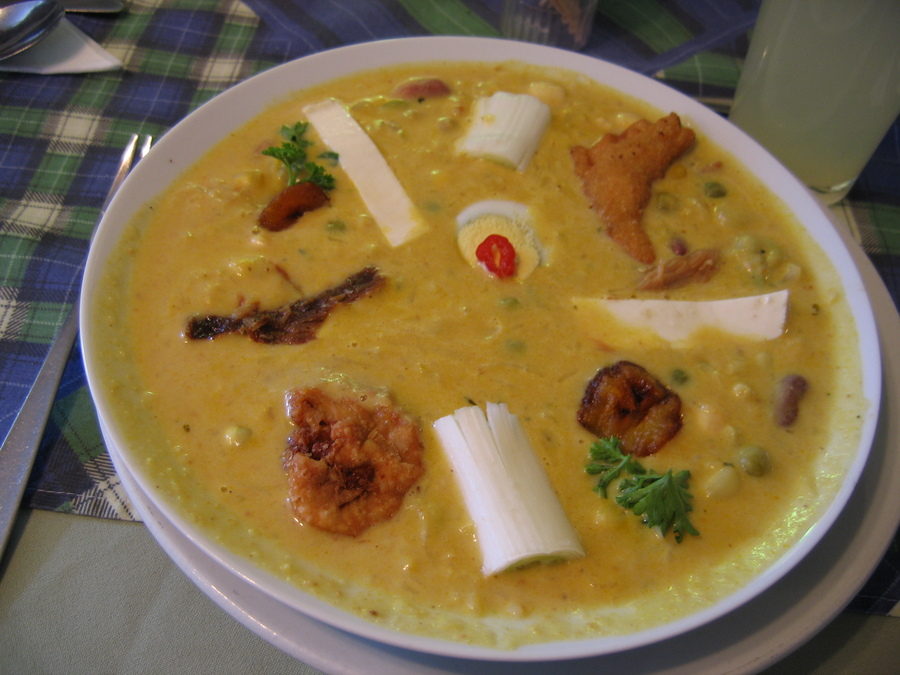
Fanesca.
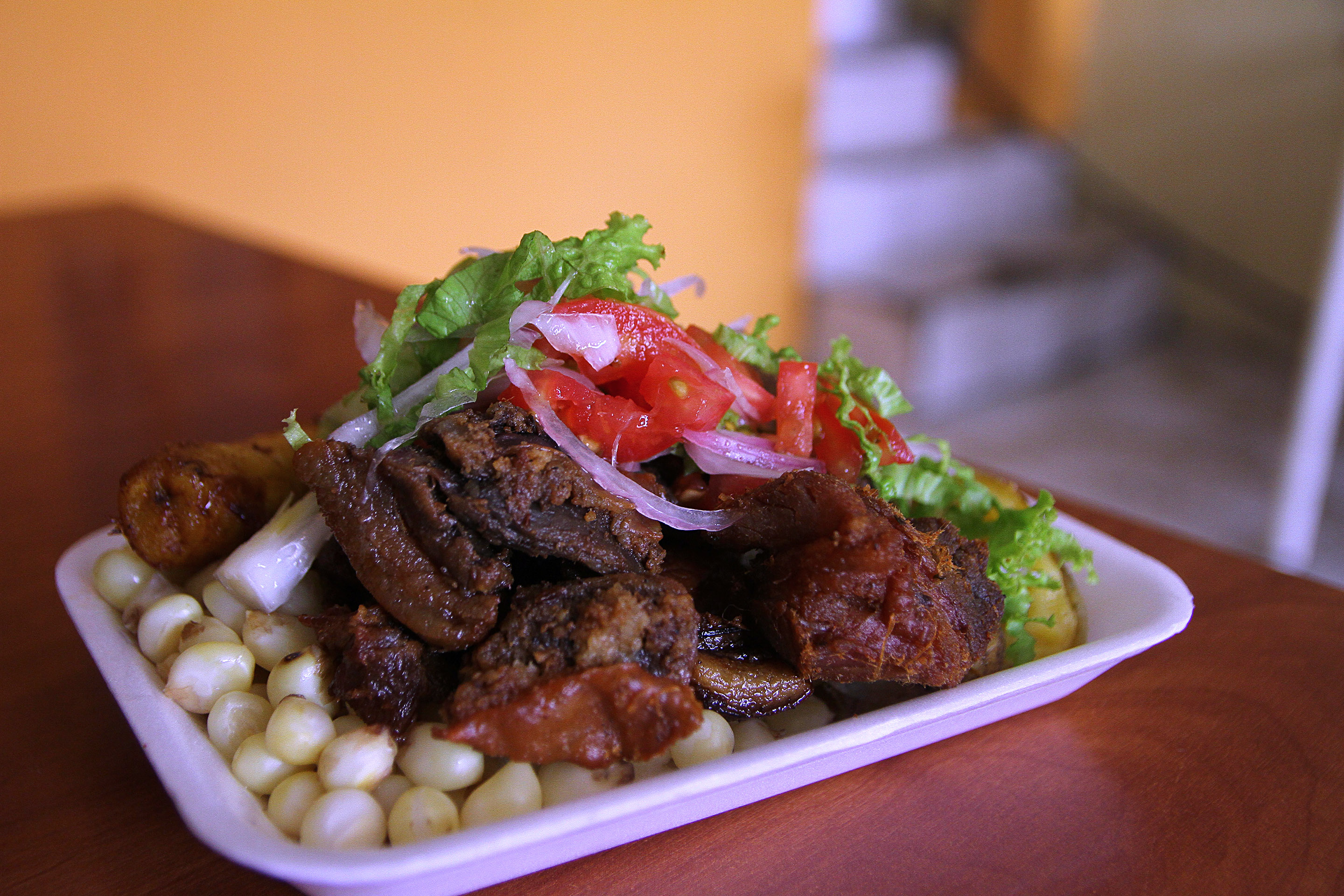
Fritadas.
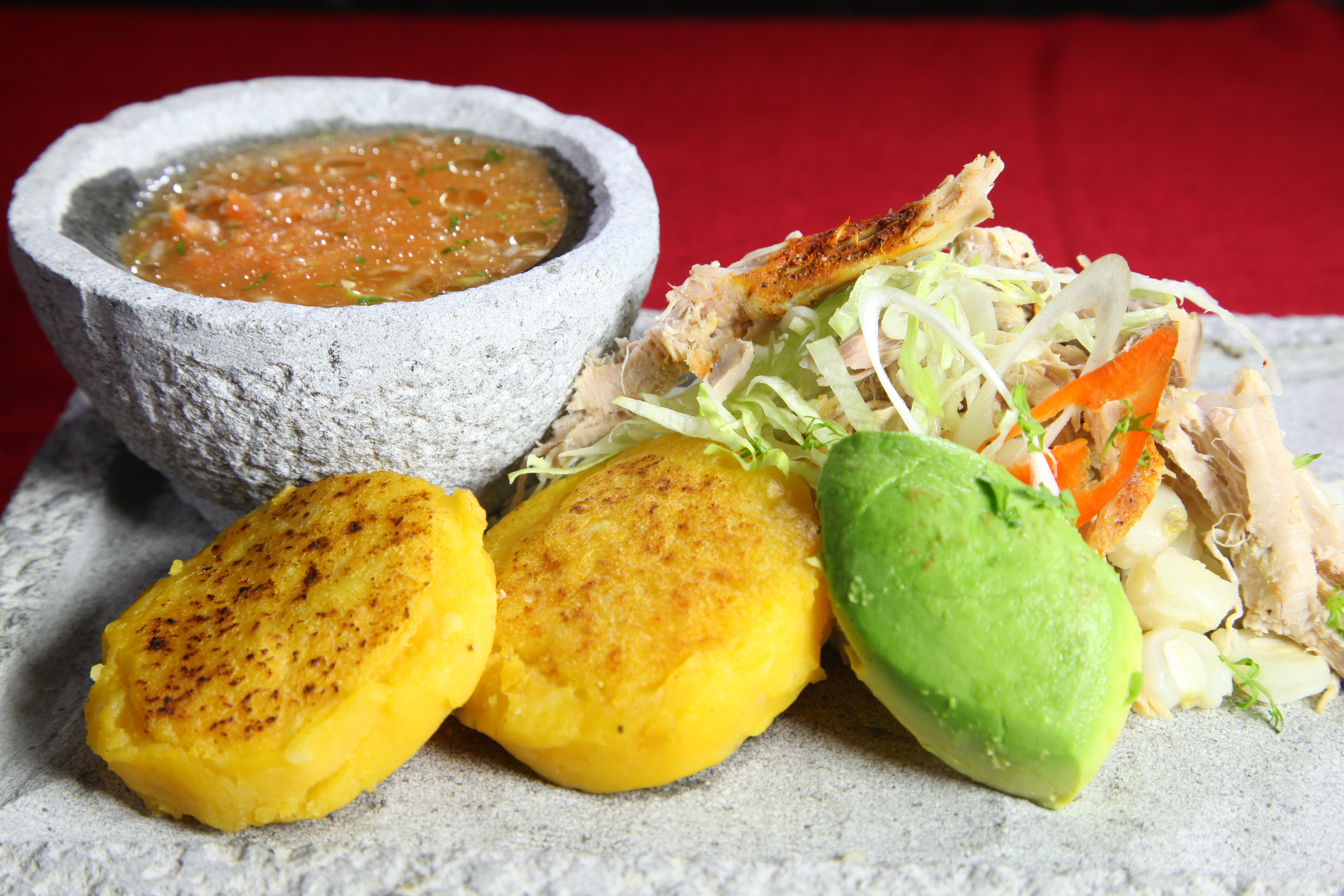
Hornado à Cotopaxi.
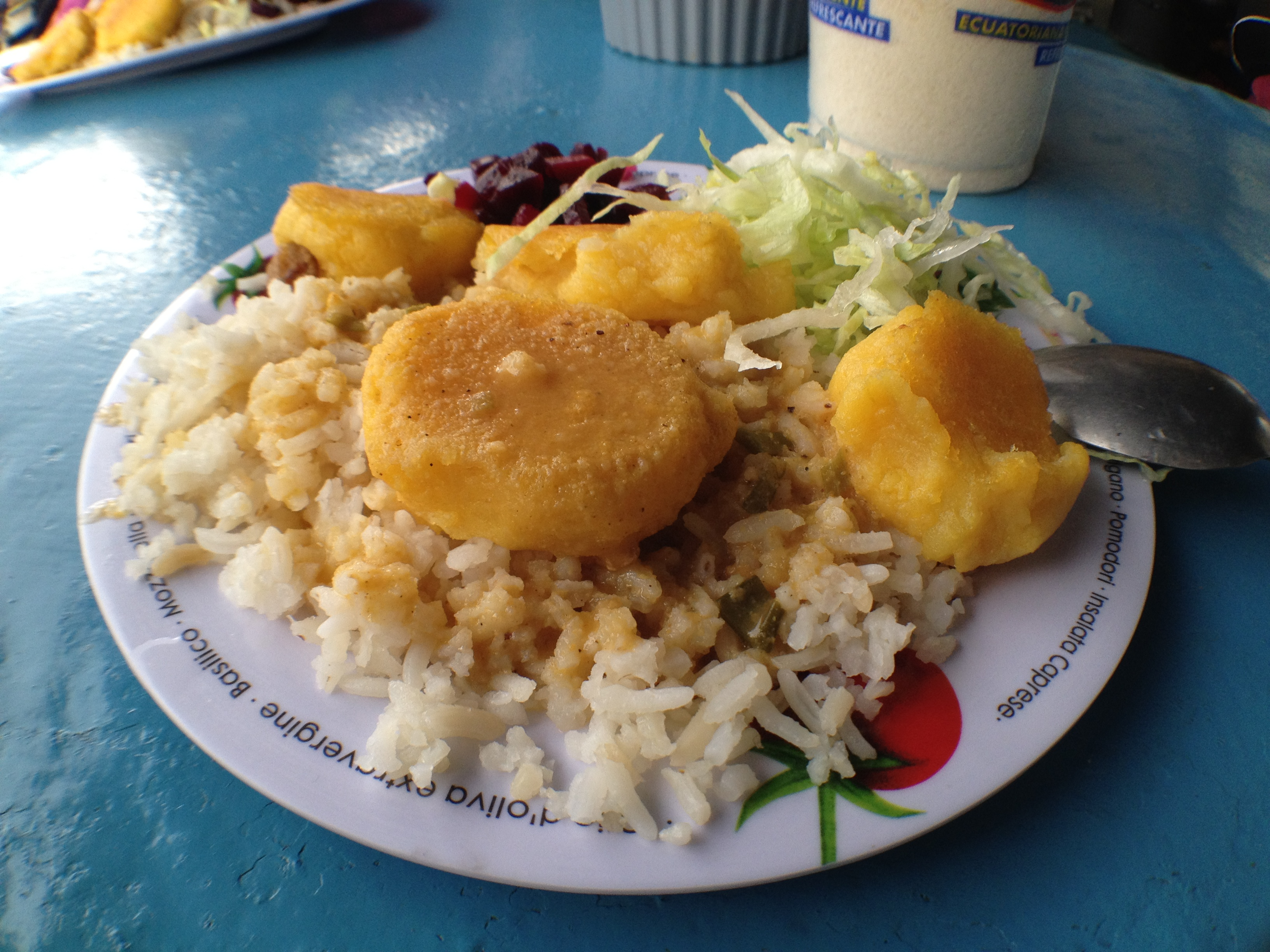
Llapingachos.
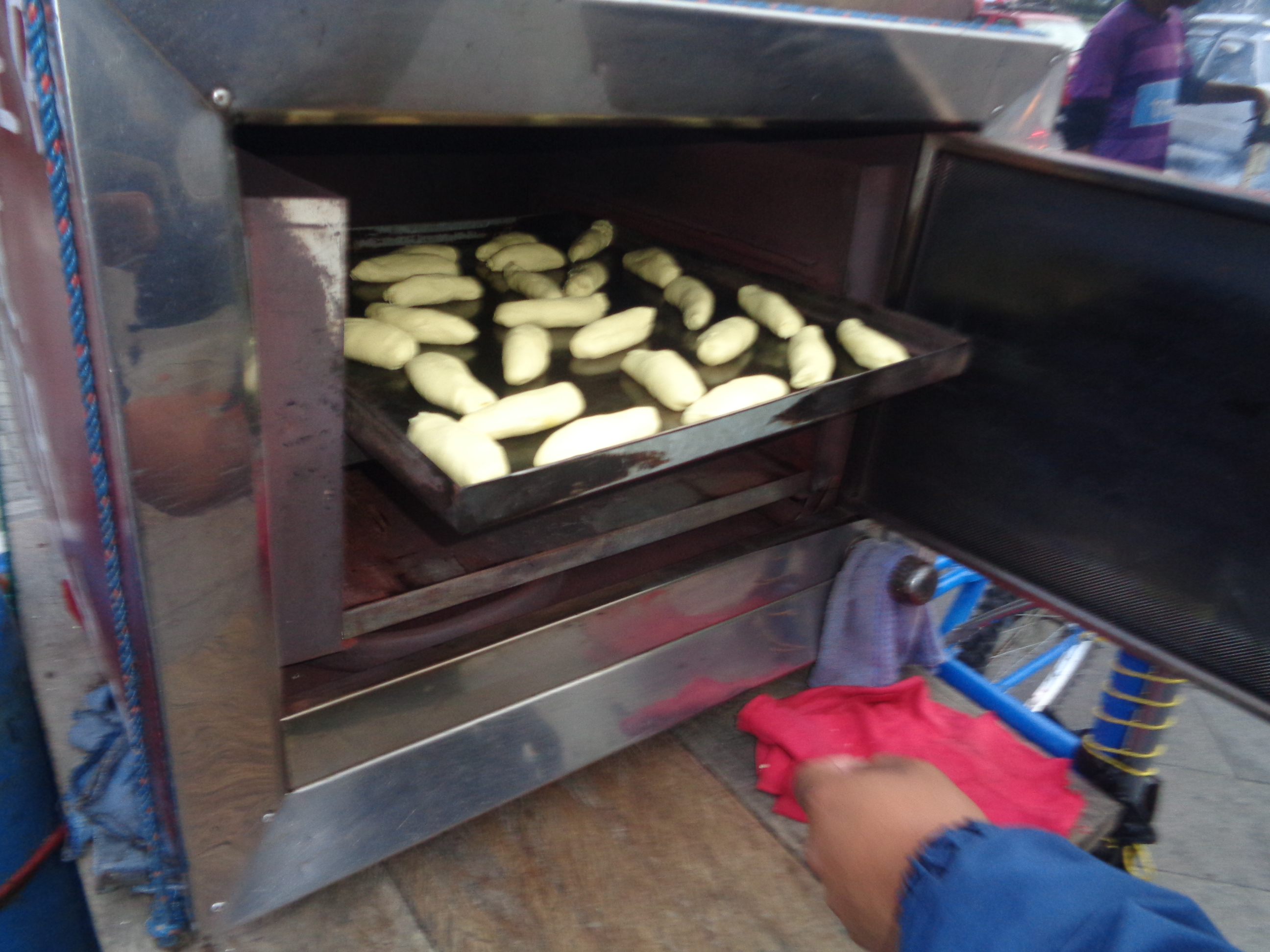
Pan de yuca.
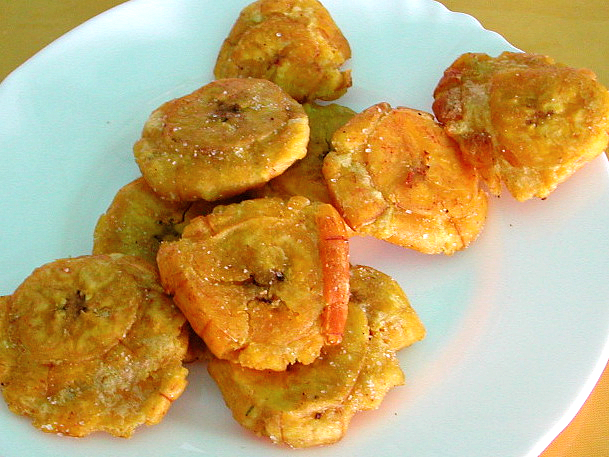
Patacón.
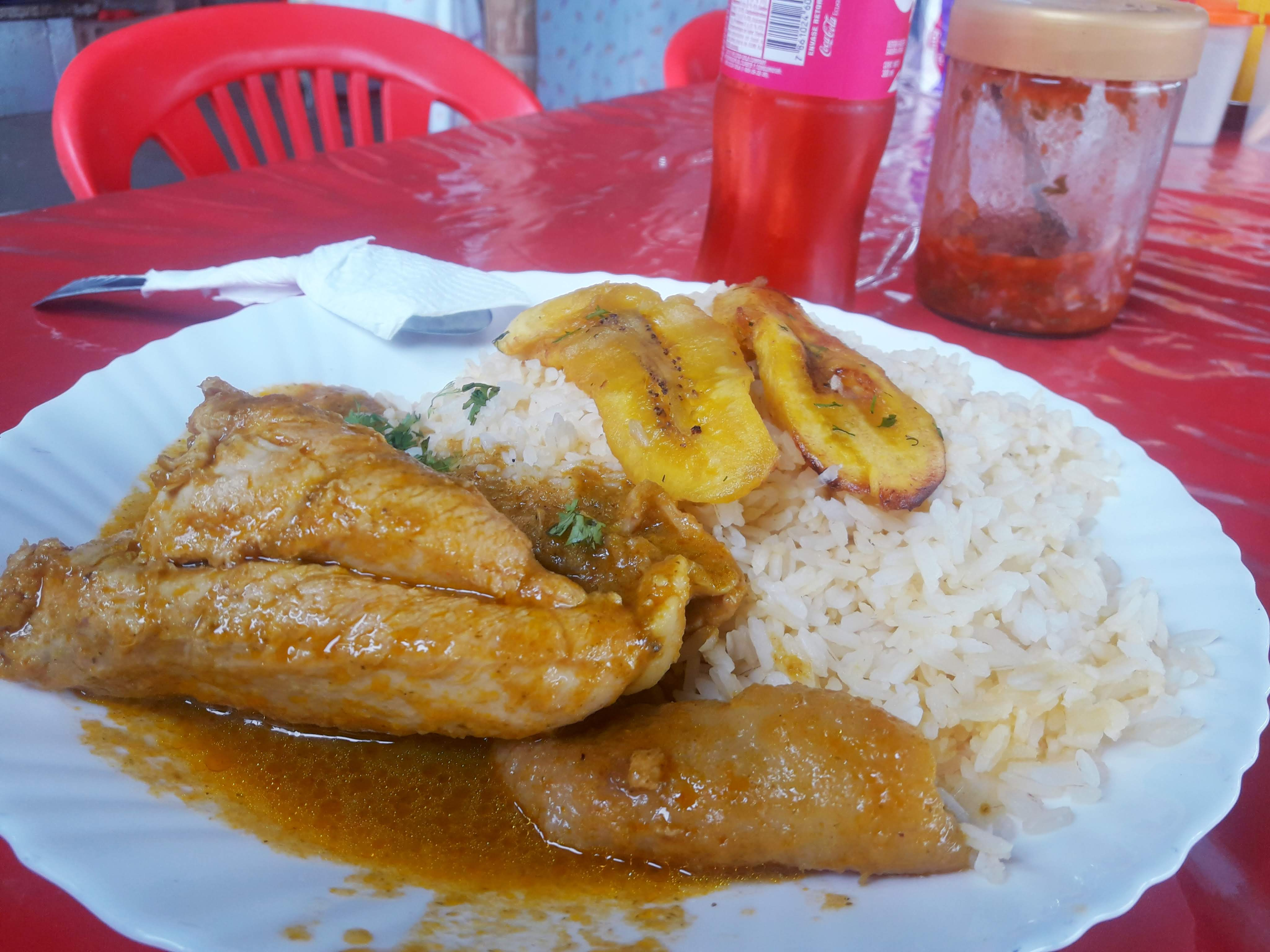
Seco de gallina.
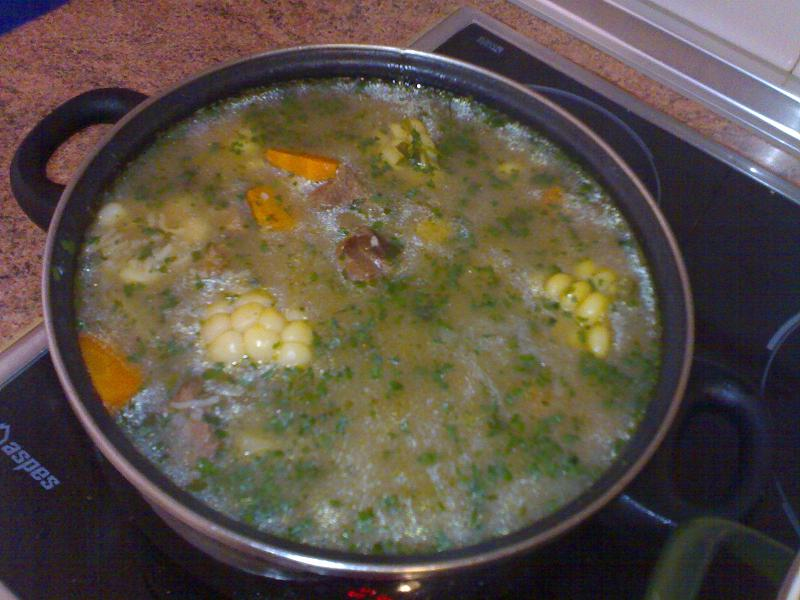
Sancocho.
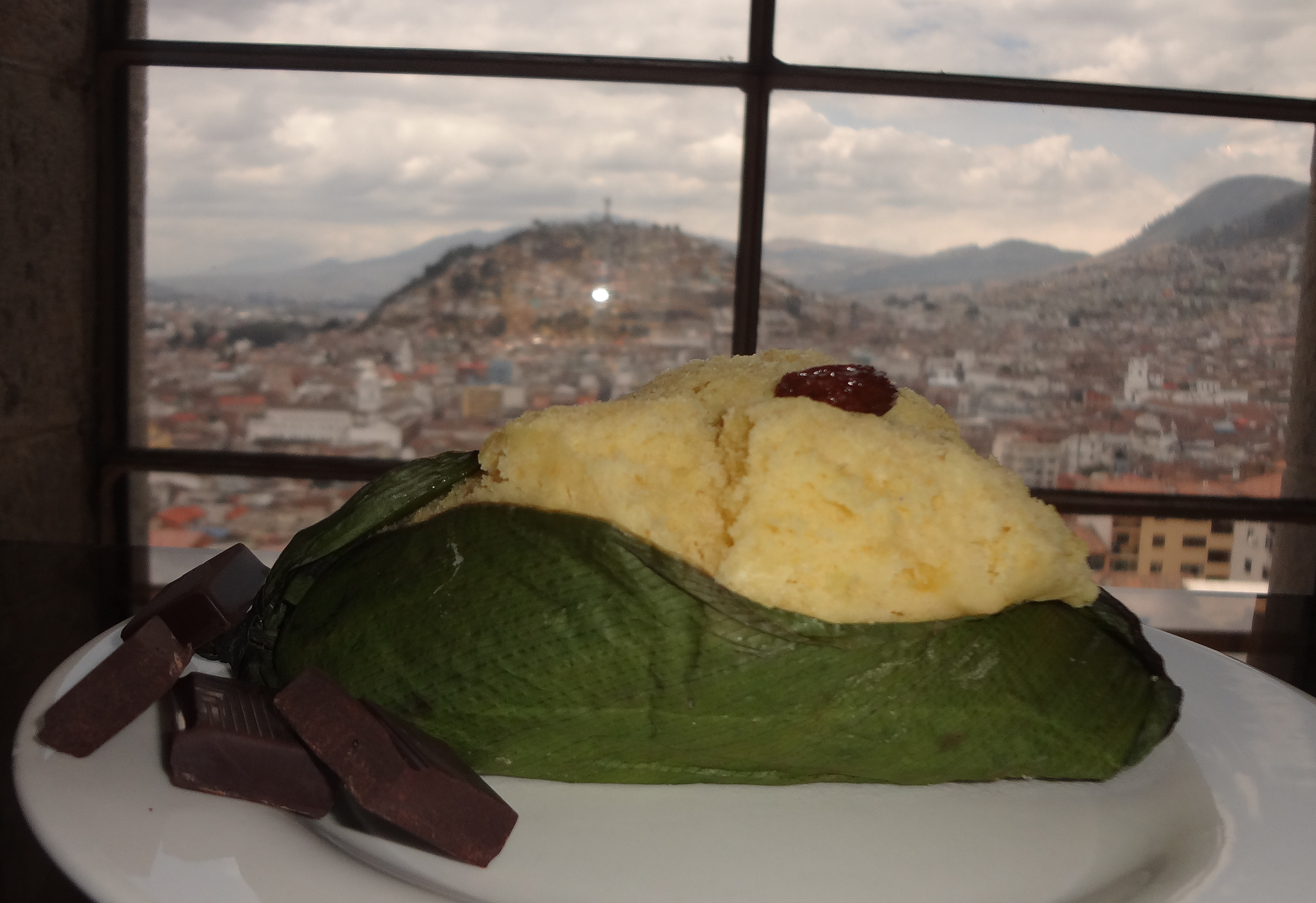
Quimbolitos.
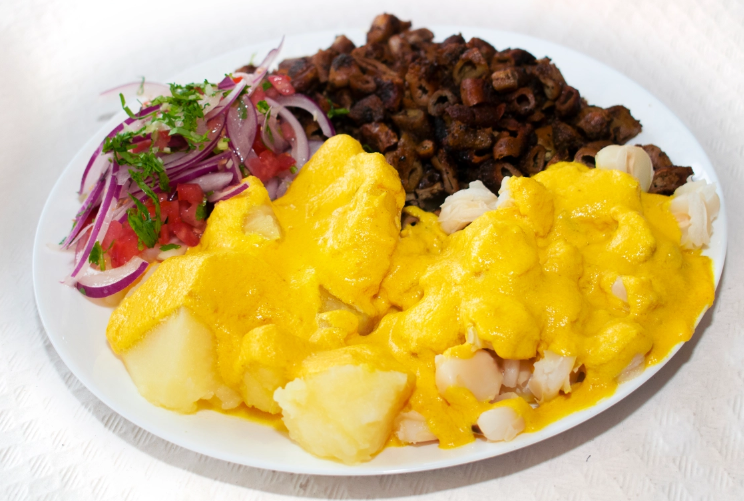
Tripa mishki.
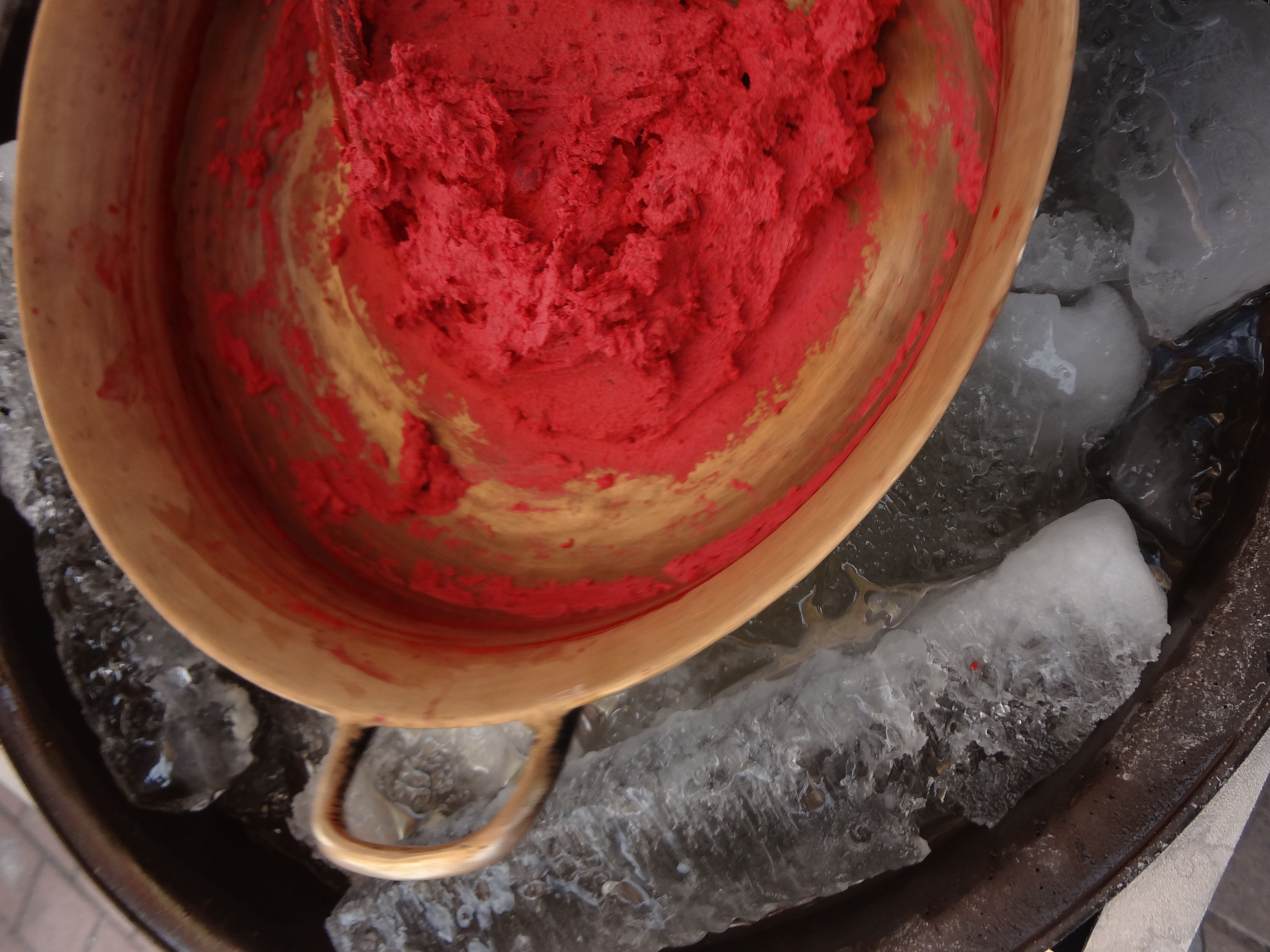
Helado de paila.
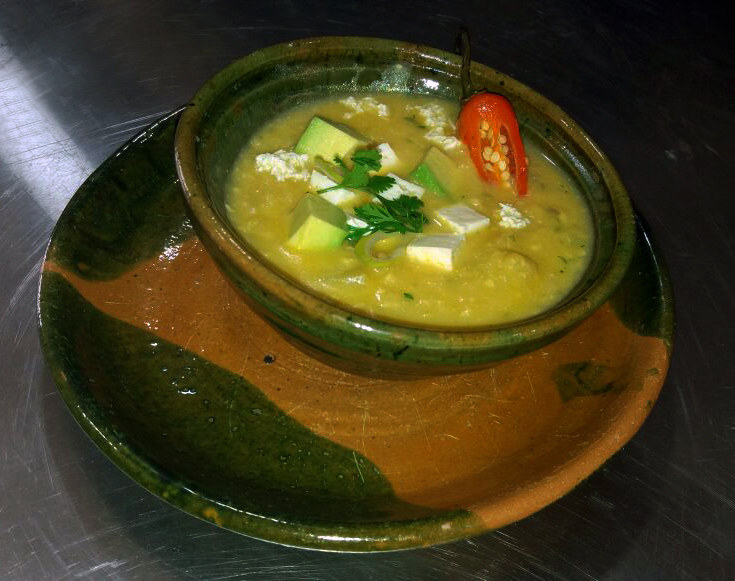
Locro avec du fromage.
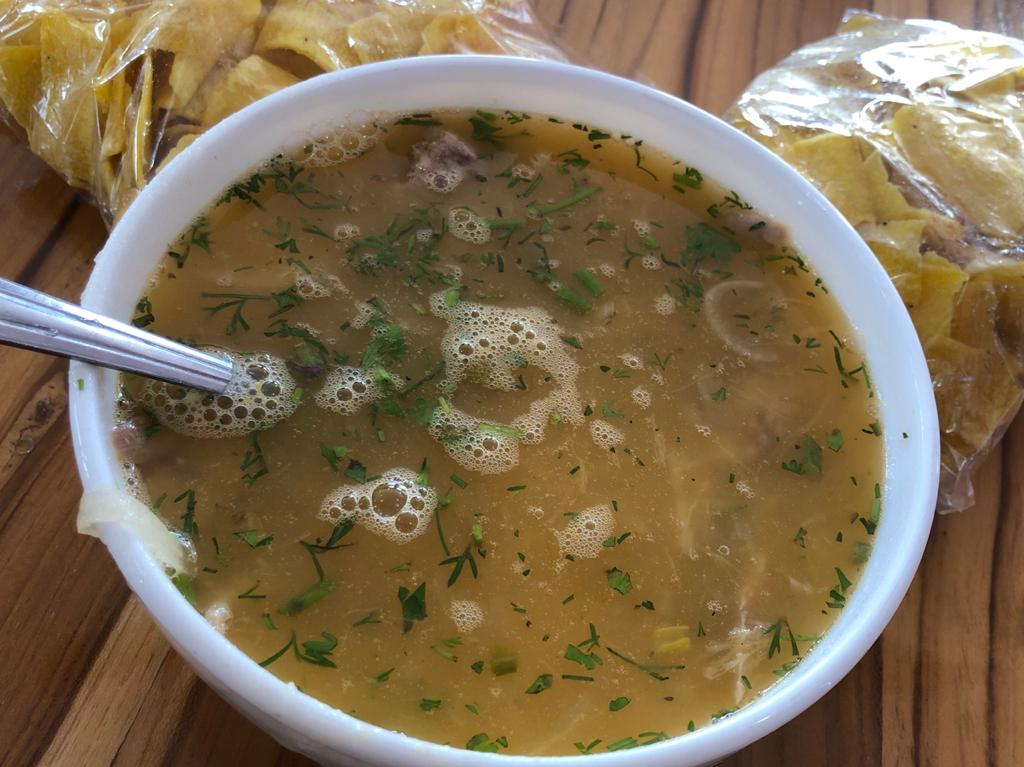
Encebollado.
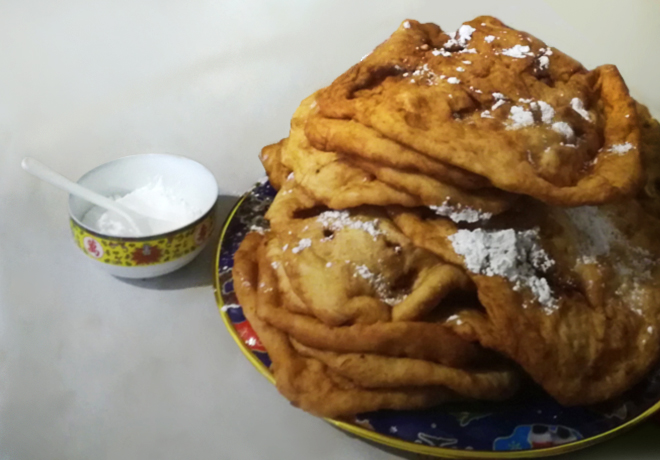
Buñuelos de Noël.
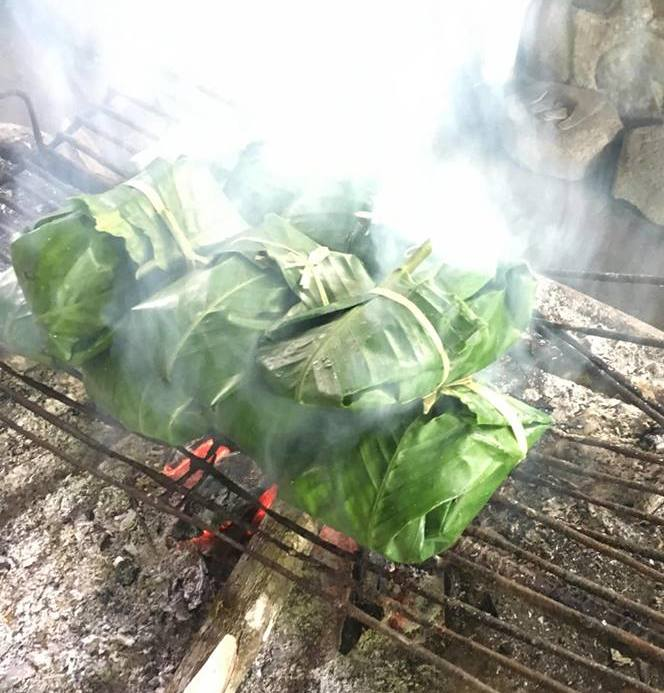
Maito.
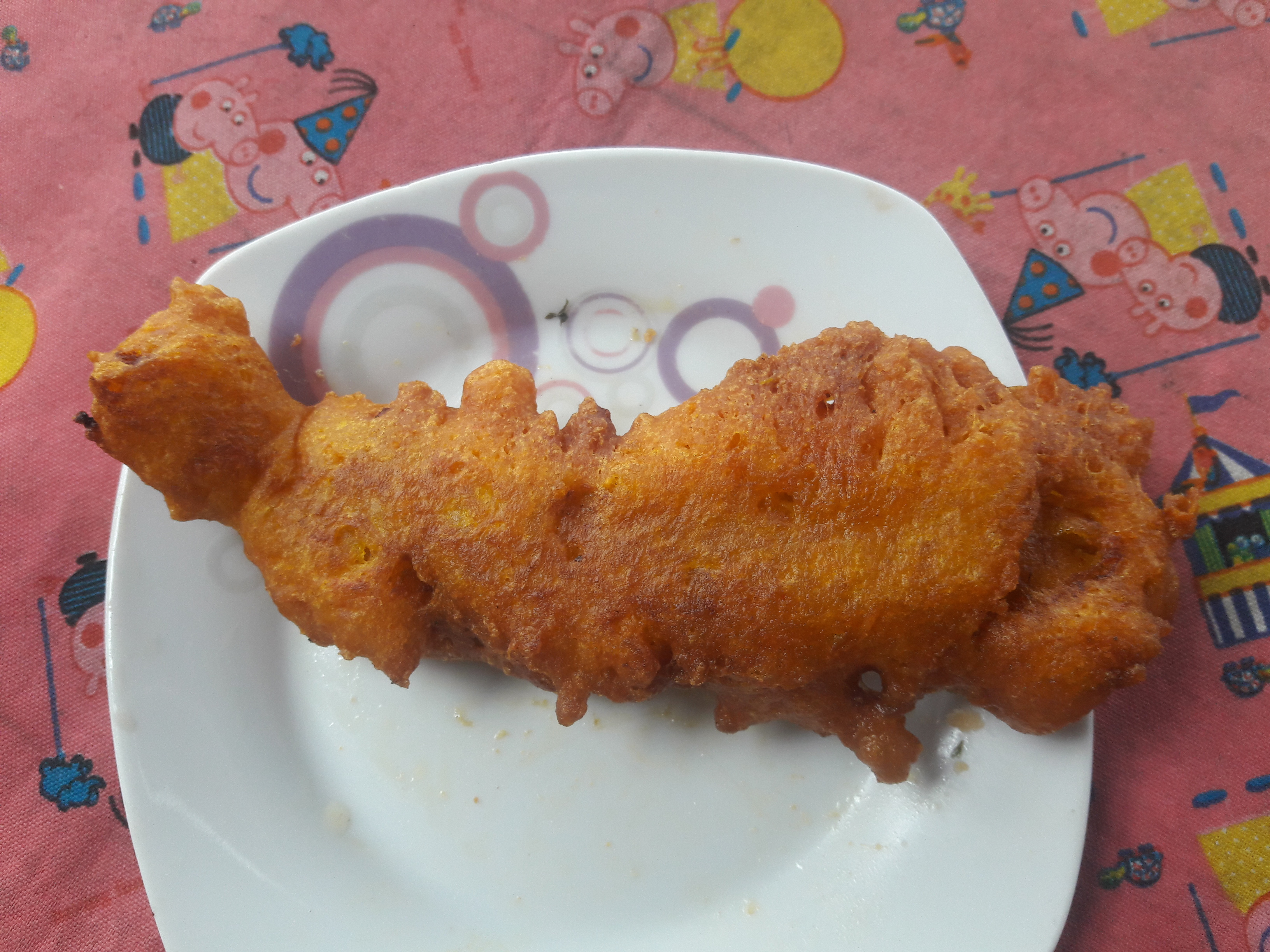
Maduro lampreado.
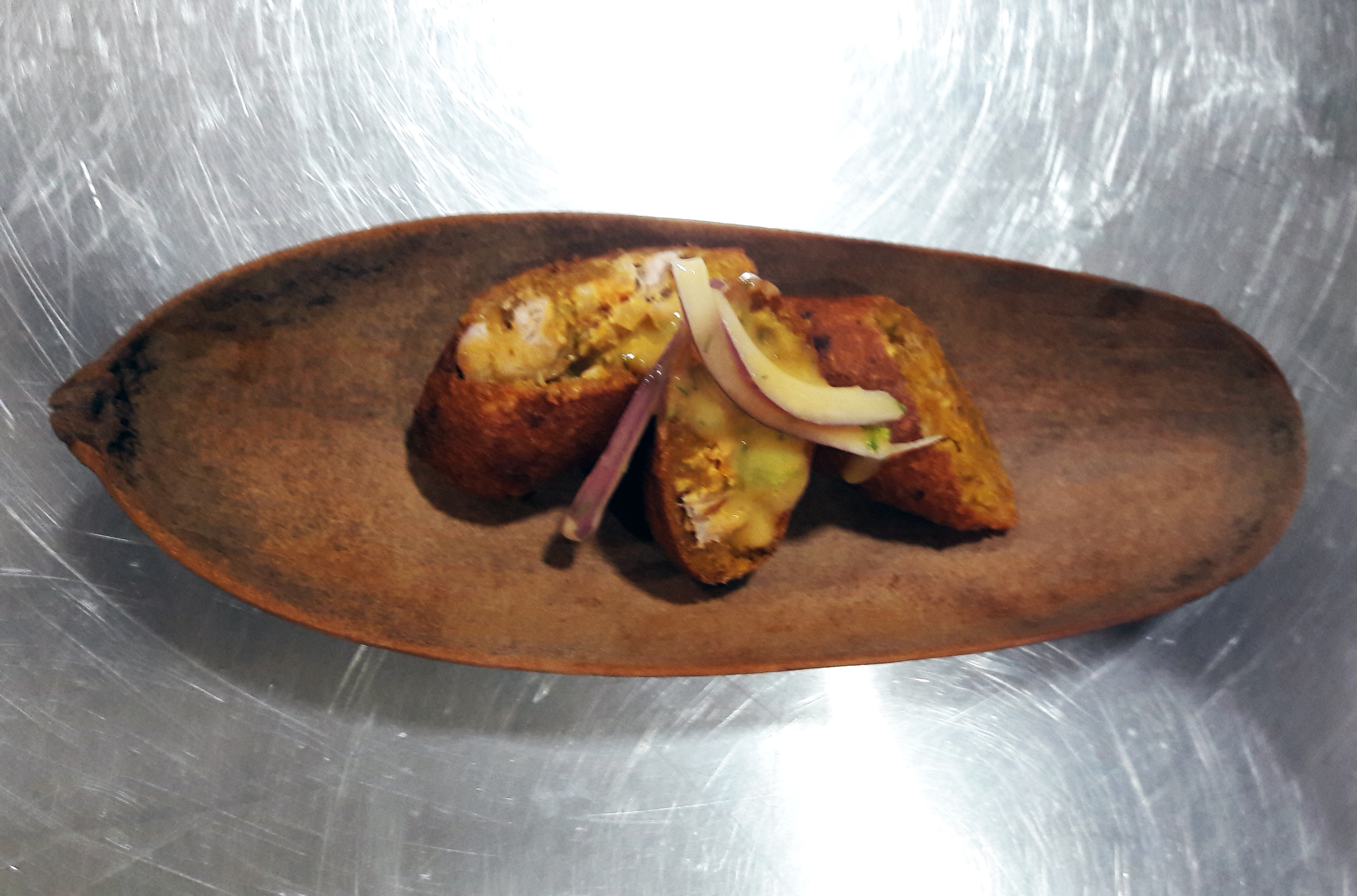
Corviche (es).
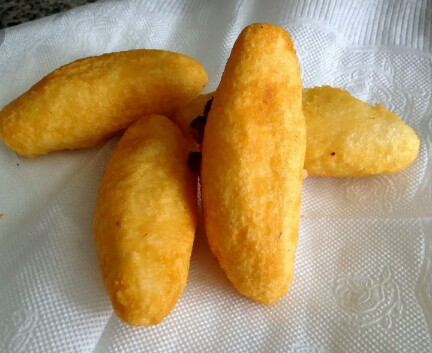
Muchines de yuca.
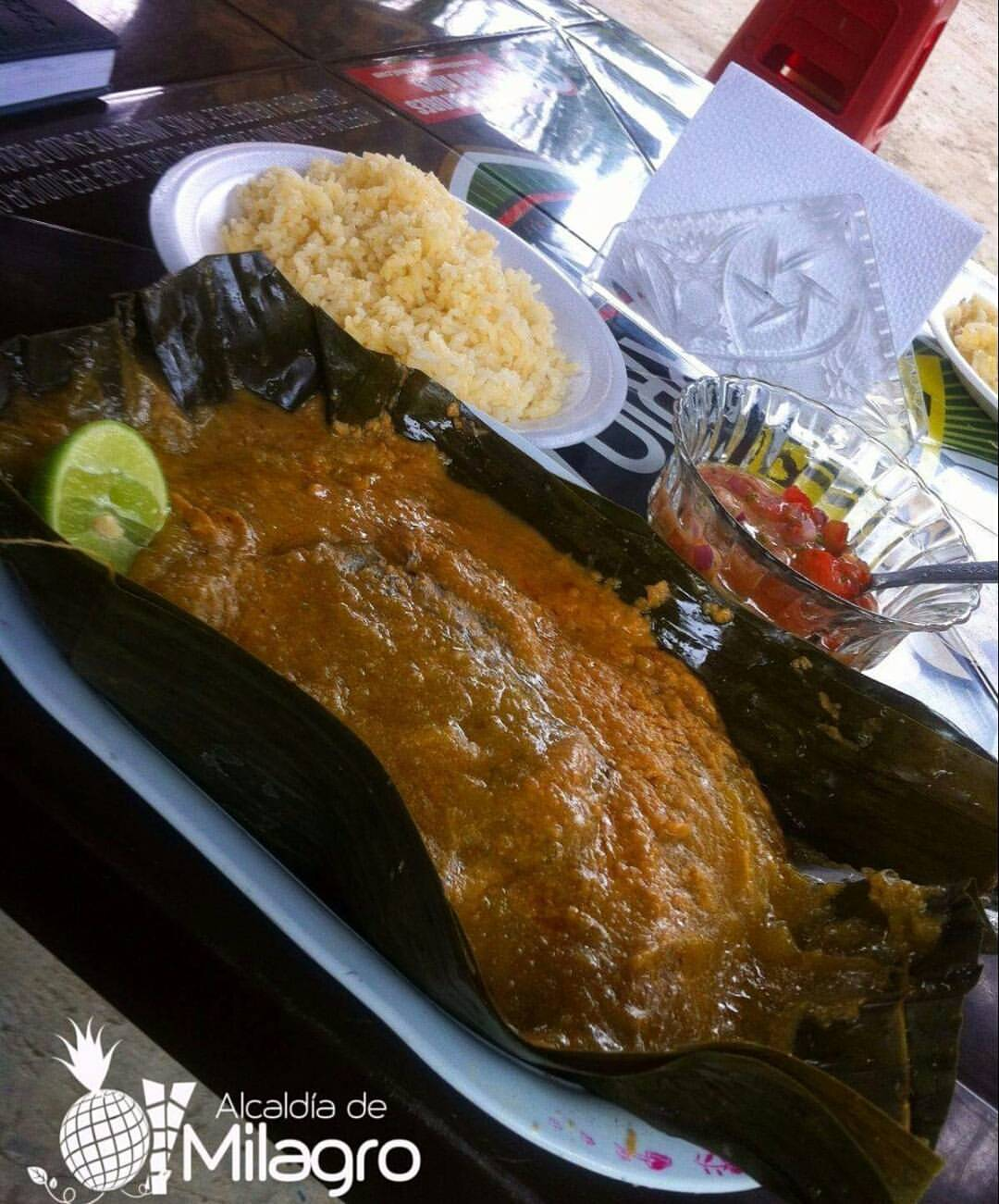
Bollo de pescado.
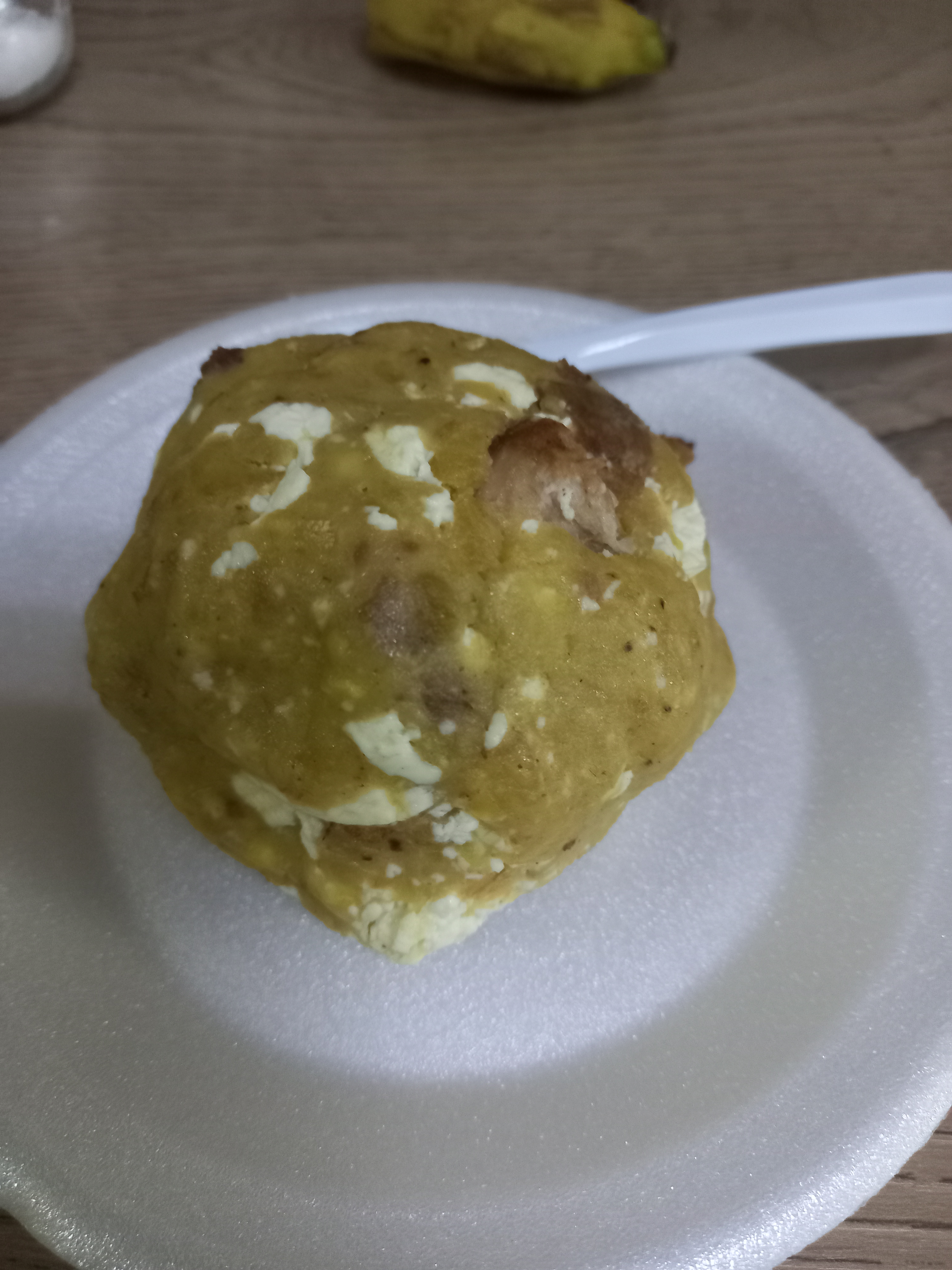
Bolón de verde (es).
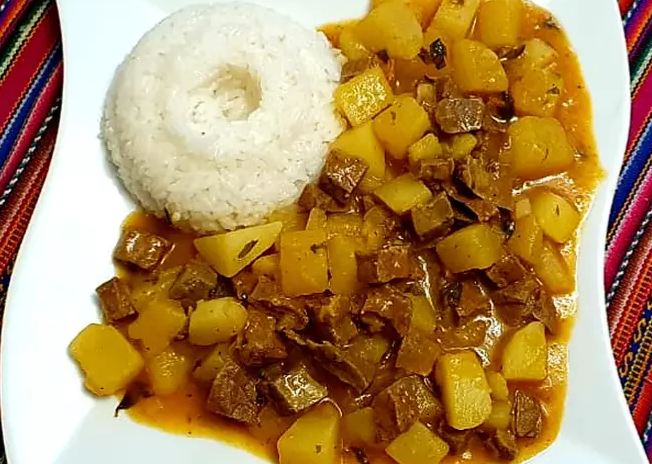
Chanfaina.
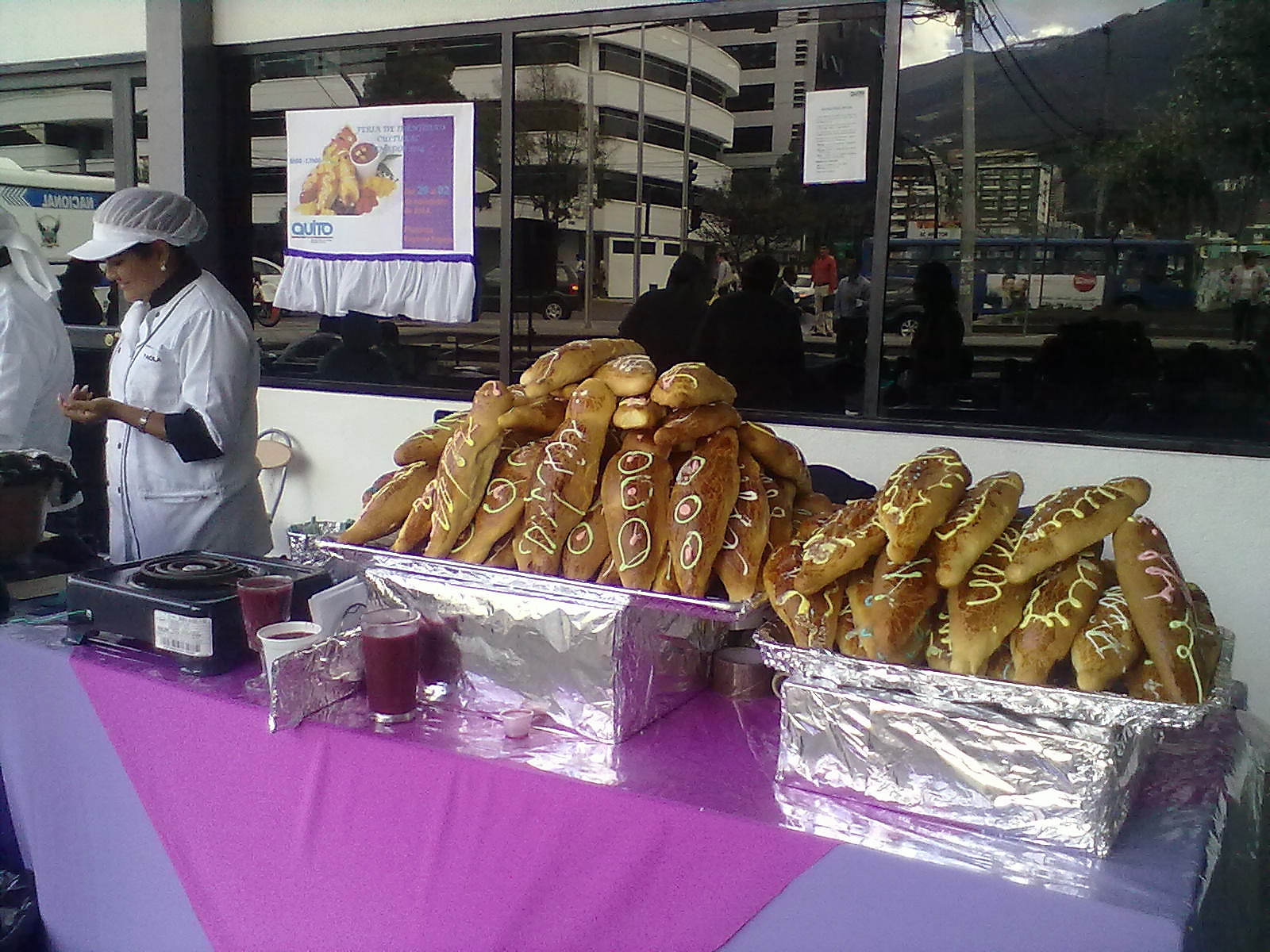
Guaguas de pan.

- Ceviche : plat de poisson ou crustacés marinés dans du citron.
- Cuyes : cochon d'Inde.
- Churrasco : grillades de viande rouge, de poulet ou de porc.
- Empanada : petit chausson en pâte feuilletée, parfois en pâte à pain, farci de viande, de poisson, d'œuf, de pomme de terre ou d'autres ingrédients.
- Empanadas de queso : beignets au fromage.
- Fanesca : plat traditionnel servi durant la Semaine sainte, à l'occasion de Pâques. Il s'agit d'un plat élaboré à base de 12 grains (en référence au nombre d'apôtres) : lentilles, haricots, riz, petits pois, fèves, arachides et maïs tendre, le tout mélangé à du lait, de la citrouille et de la courge.
- Fritadas : porc frit avec du maïs (mote), bananes mûrs (Banane plantain frite) et riz.
- Hornado : plat traditionnel apporté d'Espagne (du verbe hornear, « enfourner ») fait à base d'un cochon de lait entier, assaisonné d'oignon, cumin, d'ail et de chicha (boisson fermentée de maïs), mais aussi de roucou (uniquement présent dans la recette équatorienne).
- Llapingachos : pommes de terre écrasées et frites avec du fromage.
- Pan de Cadeate : variétés de pain fabriqués dans la commune du même nom.
- Pan de yuca : petits pains au manioc.
- Patacón : banane plantain grillée en rondelles, qui accompagne le poisson.
- Seco de gallina : pot-au-feu de poulet servi avec du riz.
- Sancocho : soupe traditionnelle.
- Quimbolitos : pâte de maïs cuite et assaisonnée d'huile.
- Tamal lojano.
- Tripa mishki : plat national composé de tripes de vache cuites et assaisonnées, servi avec de la sauce piquante ou des pommes de terre.
- Hallaca : pâte de maïs carrée généralement fourrée de viande de bœuf ou de porc, d'olives, de poivrons, de raisins secs et enfermée dans une feuille de bananier.
- Helado de paila : gelée naturelle onctueuse, au goût intense de fruit préparé avec une variété de saveurs différentes de fruits aromatiques préparés à la main dans un immense bol en bronze.
- Locro : ragout à base de courge, de maïs et de haricots.
- Encebollado : plat de poisson cuit à l'étouffée fait à partir de yuca, d'oignons rouges et de citrons.
- Buñuelos : beignets généralement farcis ou garnis qui sont servis durant les fêtes religieuses.
- Cuajada : caillé de brebis.
- Maito : plat typique de la région amazonienne du pays composé d'une papillote et de différents ingrédients, comme du poisson, des abats ou des oiseaux enveloppés dans des feuilles de bijao ou de kwan panga.
- Maduro lampreado : pâte à base de farine qui est utilisée pour frire certains aliments de la même manière que les Buñuelos.
- Mazamorra : dessert populaire fait à partir de pâte et de fruits secs.
- Natillas : crème dessert à base de lait, d’œufs, de sucre, de vanille et de cannelle.
- Cocada : friandise faite de noix de coco râpée, de sucre et de lait.
- Corviche (es) : snack composé d'une pâte à base de bananes vertes, d'épices, de cacahuètes et farcie de chair de poisson.
- Manjar de leche : spécialité mélangée avec du lait et du sucre puis cuit pour obtenir une couleur caramel.
- Muchines de yuca : plat typique composé de manioc et consommé au petit-déjeuner accompagné d'un café.
- Chupe : soupe typique faite à base de morceaux de viande et légumes.
- Bollo de pescado : pâte verte ou de banane enveloppée de poissons et réenveloppée de feuilles de bananier.
- Bolón de verde (es) : aliment typique composé d'une purée de plantains verts cuits et écrasés, ils peuvent être mélangés avec de la graisse animale, de la viande ou des légumes.
- Guatita : soupe cuisinée à partir de tripes émincées et longuement cuites avec des légumes et ainsi que des tubercules.
- Seco de pollo : ou ragoût de poulet, poule cousine dans une sauce à l’oignon, à l’ail, aux poivrons, à la tomate, aux herbes et épices.
- Minestrone : soupe de légumes souvent enrichie de pâtes ou de riz et accompagnée de Parmigiano Reggiano.
- Chanfaina : plat traditionnel typique de certaines régions d'Espagne et d'Amérique latine composé de viandes et de cuisses d'agneau, d'oignon, d'ail, de laurier et de piments.
- Chaulafan : plat typique composé de riz cuisinés et assaisonnés.
- Cazuela : mets typique élaboré avec de la viande de bœuf ou du poulet haché et divers légumes.
- Guaguas de pan : pain de saveur inhabituelle et garnitures variées ayant la forme d'une poupée servi durant la Toussaint.

## Boissons

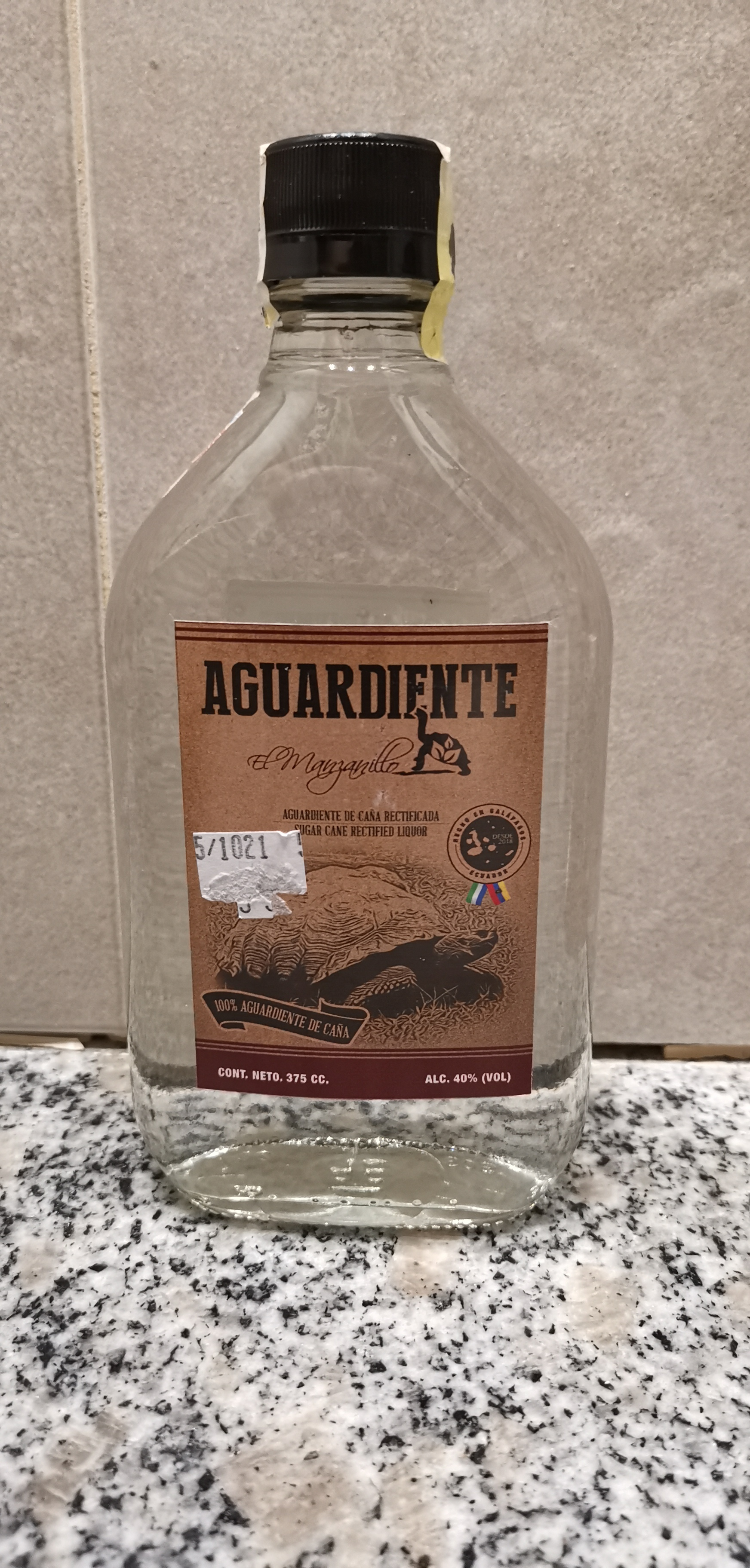
Aguardiente aux Galápagos.
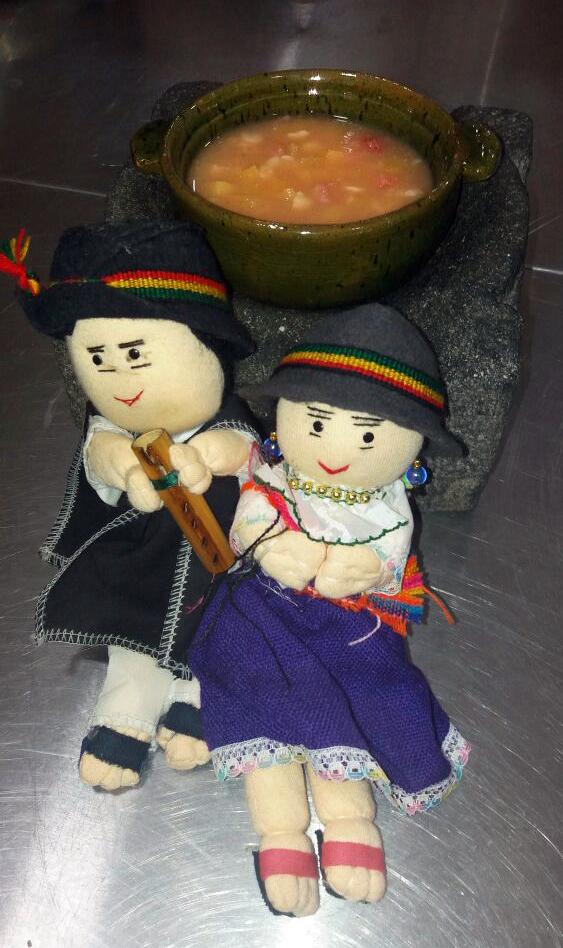
Canelazo à Quito.
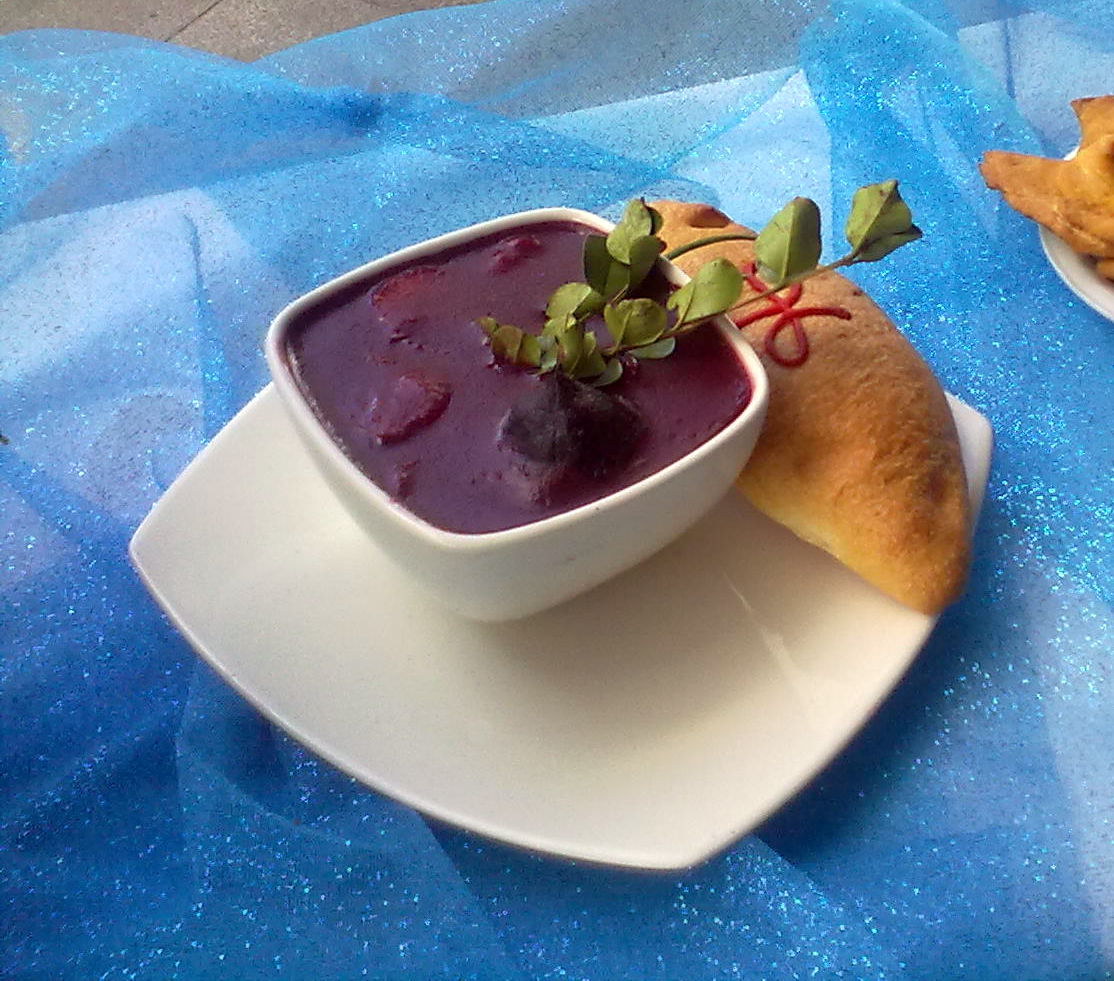
Colada morada.
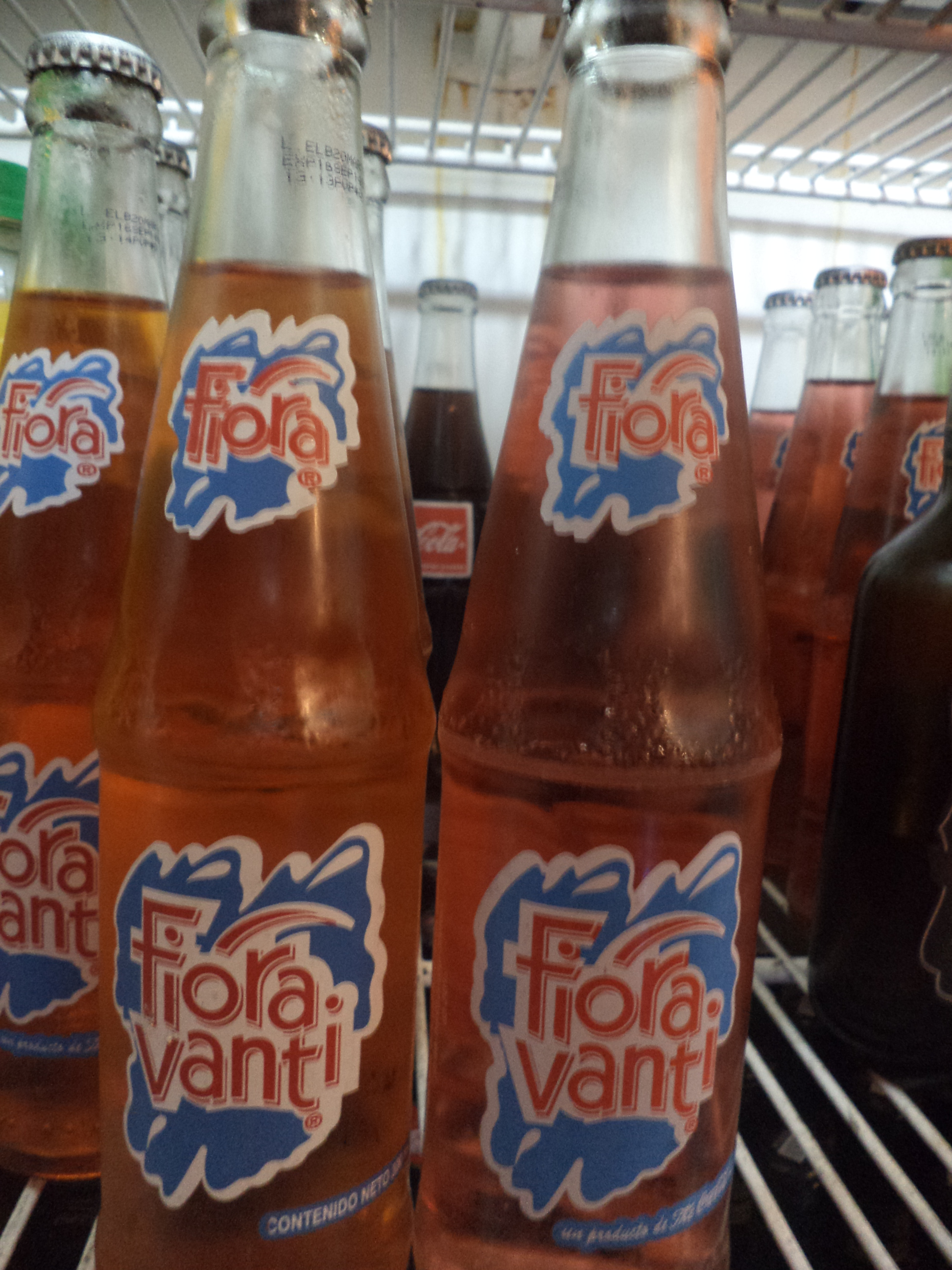
Fioravanti.
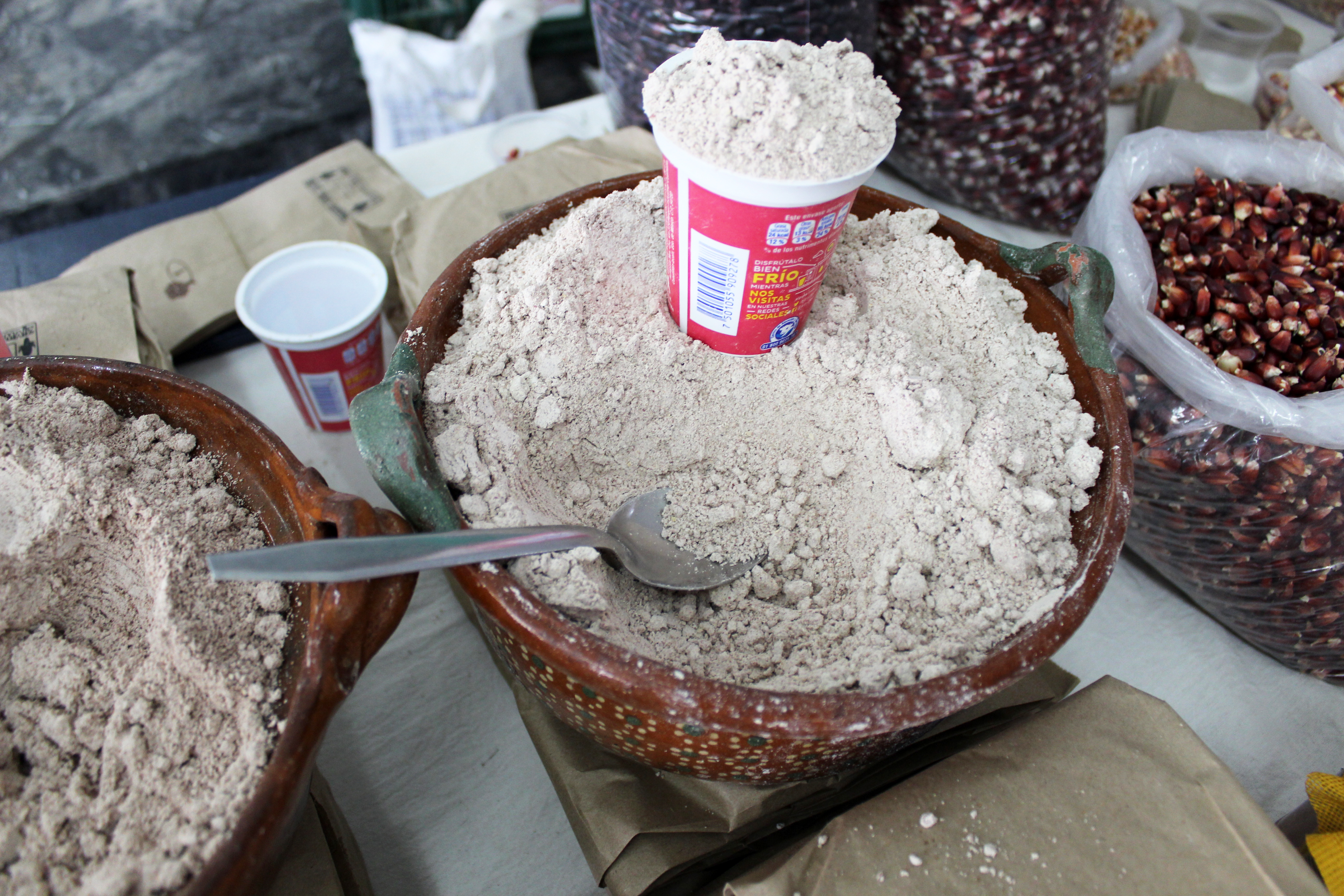
Pinol.
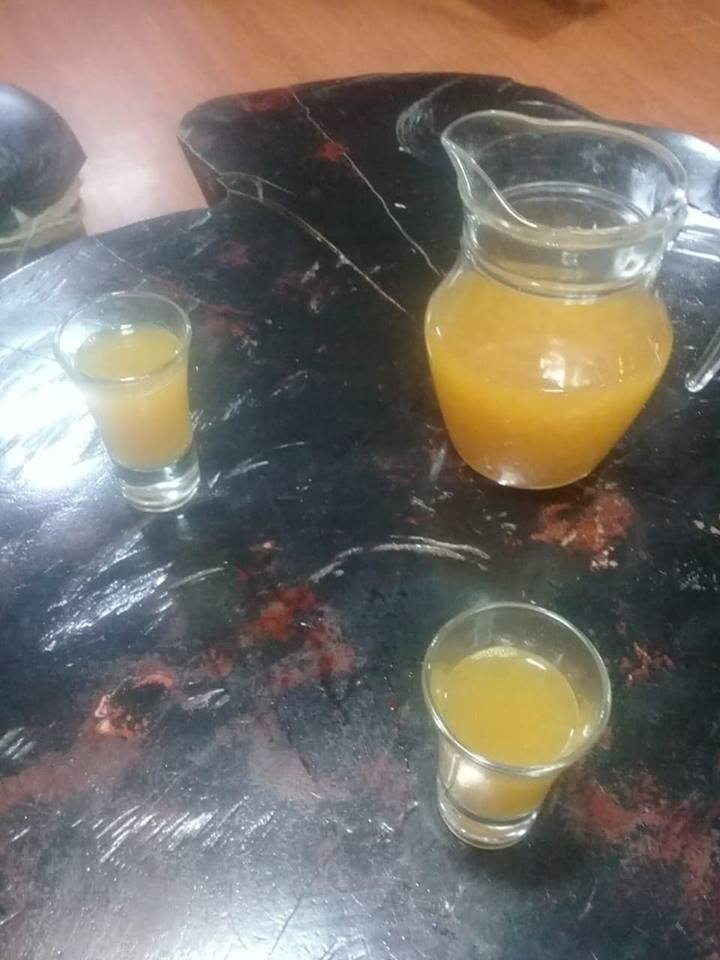
Chicha de jora.

- Aguardiente.
- Canelazo : boisson chaude emblématique à base de cannelle et d'eau-de-vie (aguardiente), servie dans les Andes et aidant à lutter contre le froid.
- Colada morada : boisson faite de mûres, myrtilles et framboises, servie uniquement pendant la Toussaint.
- Fioravanti : boisson gazeuse légère à base de fruits.
- Jus de fruits naturels : tomatas del arbol, ananas, tous les fruits locaux.
- Jus de fruits avec du lait (goût de yaourt) : fraises mûres.
- Pinol.
- Spirito del Ecuador : liqueur au goût d'amande amère.
- Yaourt à boire.
- Chicha : boisson fermentée à base de maïs, d'arachides, de manioc ou encore de riz auxquels on ajoute des fruits.
- Chicha de jora : boisson fermentée apparentée à la bière, obtenue par la fermentation du maïs de jora.